# ويليام بيلشر
ويليام بيلشر (بالإنجليزية: William Belcher)‏ هو نقابي نيوزيلندي، ولد في 1860، وتوفي في 15 يونيو 1926.